# Flemingia
Flemingia là một chi thực vật có hoa thuộc họ Fabaceae. Nó thuộc phân họ Faboideae.

## Hình ảnh

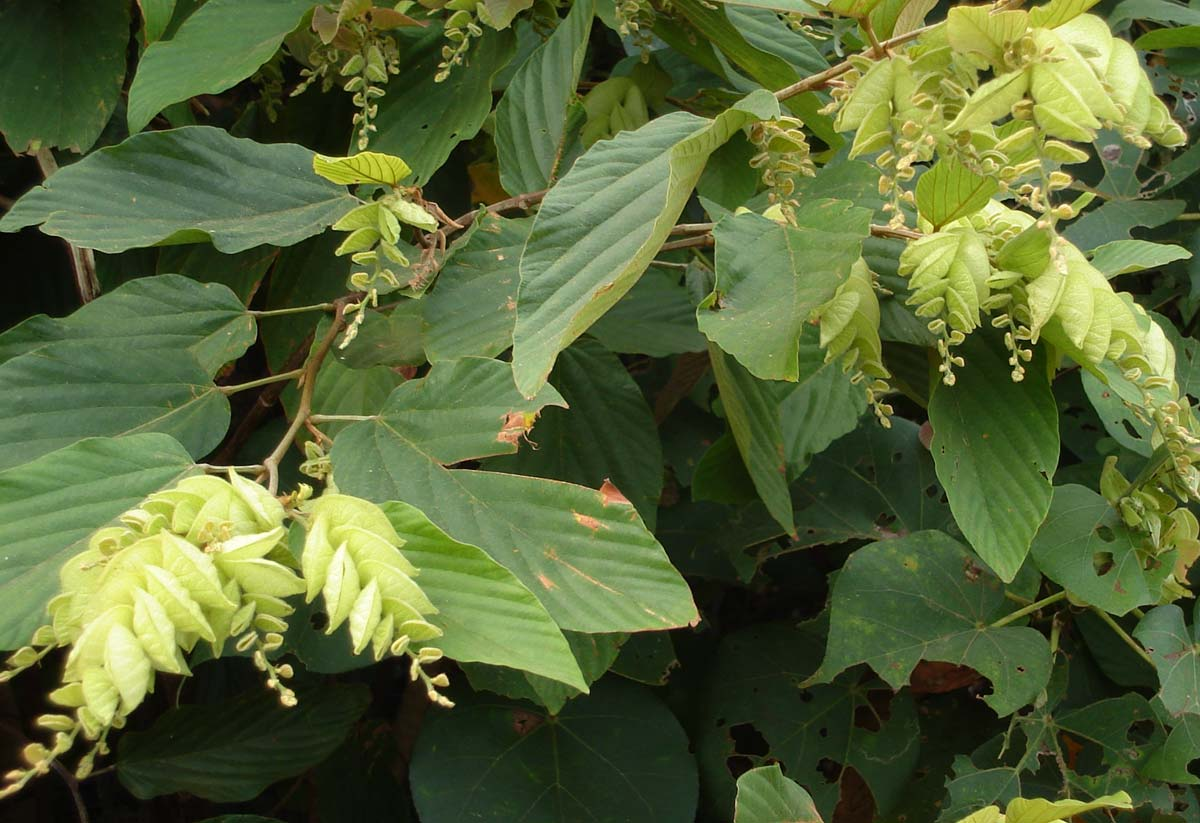
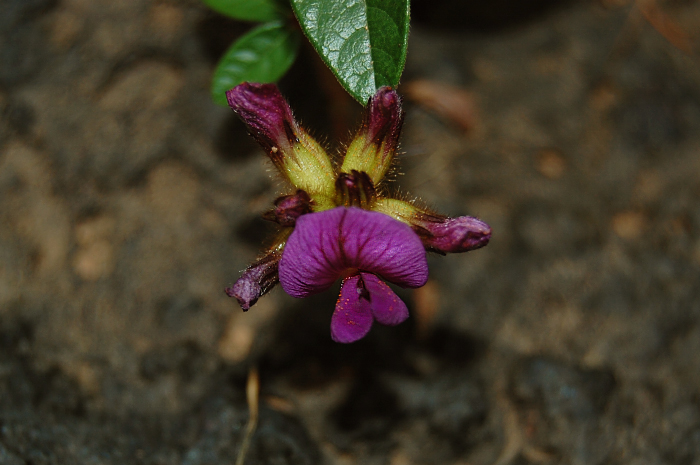